# Kathie Browne
Jacqueline Katherine Browne (San Luis Obispo, 19 settembre 1929 – Beverly Hills, 8 aprile 2003) è stata un'attrice statunitense, protagonista nel 1967, con il ruolo di Angie Dow, della serie televisiva Hondo.

## Biografia
È stata sposata dal 1969 al 2003 con l'attore Darren McGavin.

## Filmografia parziale

### Cinema
- Assassinio per contratto (Murder by Contract), regia di Irving Lerner (1958)
- La città nella paura (City of Fear), regia di Irving Lerner (1959)
- Vivi con rabbia (Studs Lonigan), regia di Irving Lerner (1960)
- Il Cenerentolo (Cinderfella), regia di Frank Tashlin (1960)
- Lo sport preferito dall'uomo (Man's Favorite Sport?), regia di Howard Hawks (1964)
- La più allegra avventura (The Brass Bottle), regia di Harry Keller (1964)
- Un'idea per un delitto (Brainstorm), regia di William Conrad (1965)

### Televisione
- Sheriff of Cochise – serie TV, 1 episodio (1957)
- Gunsmoke – serie TV, 1 episodio (1957)
- The Gray Ghost – serie TV, episodio 1x24 (1957)
- Lock-Up – serie TV, episodio 1x22 (1960)
- Avventure in fondo al mare (Sea Hunt) – serie TV, 3 episodi (1960-1961)
- Carovane verso il West (Wagon Train) – serie TV, 2 episodi (1960-1963)
- Perry Mason – serie TV,  episodi (1960-1965)
- Bonanza – serie TV, 6 episodi (1961-1964)
- Indirizzo permanente (77 Sunset Strip) – serie TV, 4 episodi (1961-1964)
- Gli uomini della prateria (Rawhide) – serie TV, 3 episodi (1961)
- Whispering Smith – serie TV, episodio 1x03 (1961)
- Surfside 6 – serie TV, episodi 2x31-2x37 (1962)
- Have Gun - Will Travel – serie TV, episodi 6x02-6x11 (1962)
- Ben Casey – serie TV, episodio 1x24 (1962)
- Laramie – serie TV,  episodi (1962-1963)
- Ripcord – serie TV, episodi 1x35-2x35 (1962-1963)
- Il mio amico marziano (My Favorite Martian) – serie TV, 1 episodio (1963)
- Hawaiian Eye – serie TV, episodio 4x16 (1963)
- Il virginiano (The Virginian) – serie TV, episodio 2x07 (1963)
- La legge del Far West (Temple Houston) – serie TV, episodio 1x12 (1963)
- Sotto accusa (Arrest and Trial) – serie TV, episodio 1x14 (1963)
- Selvaggio west (The Wild Wild West) – serie TV, 2 episodi (1965-1967)
- Squadra speciale anticrimine (The Felony Squad) – serie TV, episodio 1x21 (1967)
- Hondo – serie TV, 17 episodi (1967)
- Star Trek – serie TV, episodio 3x11 (1968)
- The Outsider – serie TV, 2 episodi (1968-1969)
- La grande vallata (The Big Valley) – serie TV, 1 episodio (1968)
- Ironside – serie TV, 3 episodi (1968-1974)
- Banacek – serie TV, 1 episodio (1974)
- Agenzia Rockford (The Rockford Files) – serie TV, 1 episodio (1975)
- Kolchak: The Night Stalker – serie TV, 1 episodio (1975)
- Love Boat (The Love Boat) – serie TV, 2 episodi (1980)